# Adrianne Lenker
Adrianne Elizabeth Lenker (født 9. juli 1991) er en amerikansk singer-songwriter og guitarist. Hun har siden 2005 udgivet syv soloalbum, samt siden 2016 fem album med bandet Big Thief, hvor hun er forsanger, guitarist og sangskriver.

## Tidlige år
Lenker blev født i Indianapolis og levede sine første fire år knyttet til en kristen kult, hvor hendes forældre, der fik hende som 21-årige, havde mødtes og kort tid efter blev gift. Da forældrene pga. betænkeligheder forlod kulten, som de følte var præget af regler, kontrol, fordømmelse og skam, rejste familien, som efterhånden også omfattede en datter Zoë og en søn Noah, nogle år rundt i Midtvesten i en blå kassevogn, før de endte i Minnesota, hvor de til sidst slog sig ned i Plymouth, en forstad til Minneapolis. Lenker mindes, hun sine første otte år boede fjorten forskellige steder. I Plymouth boede Lenker de næste 10 år. Hun begyndte her at synge og spille guitar, men dyrkede også kampsport og var Minnesota-mester i karate tre år i træk.[kilde mangler] Hun droppede ud af high school efter halvandet år, men tog sin GED (omtrent svarende til dansk studentereksamen) som 16-årig. Derefter gik hun på det berømte Berklee College of Music i Boston, takket være et stipendium tilvejebragt af Susan Tedeschi fra Tedeschi Trucks Band. Da hun havde afsluttet sin uddannelse i Boston, overvejede hun at flytte tilbage til Minnesota, men bestemte sig i stedet for at flytte til New York, idet hun siden 2019 også har haft en lejlighed tæt på familien i Minnesota.

## Karriere
Lenker begyndte at spille guitar som seksårig, og skrev sin første sang, da hun var otte, i disse år stærkt tilskyndet af sin far, der selv var musiker og sangskriver. I februar 2006 udgav Lenker, som nu var fjorten, sit første soloalbum, Stages of the Sun, mens hendes andet soloalbum, Hours Were the Birds, først kom otte år senere. Siden har hun dog haft travlt: Den 1. maj 2014 udgav Lenker sammen med sin kommende bandkammerat Buck Meek LP-pladerne a-sides og b-sides.  I 2015 dannede Lenker og Meek sammen med Max Oleartchik og James Krivchenia bandet Big Thief, hvis første album blev udgivet i 2016. Lenker udgav sit tredje soloalbum, Abysskiss, i oktober 2018. I oktober 2020 udgav Lenker de to soloalbum Songs og Instrumentals, mens hendes seneste soloalbum Bright Future udgives i marts 2024.

## Billedkunst
Lenker er også billedkunstner ved siden af sin musikkarriere, og tegner bl.a. plakater og portrætter.

## Privatliv
Under sit ophold i Boston mødte Lenker guitaristen Buck Meek til en koncert, og senere, den dag hun flyttede til New York, mødte hun ham igen tilfældigt på et værtshus. Parret begyndte at spille sammen, dannede bandet Big Thief, og blev gift, da Lenker var 24. De blev skilt i 2018, men fortsatte sammen i Big Thief, som gode venner. I 2019 og 2020 havde Lenker et forhold til kunstneren Indigo Sparke.
Lenker har både haft forhold til mænd og kvinder og har ikke noget imod at blive betegnet som queer, idet hun dog ikke ønsker at beskrive sin seksuelle orientering yderligere. Hendes tekster drejer sig ofte om køn, og Lenker har om sine tekster sagt: "Der er i mig en evig dialog mellem min maskuline og feminine side, og det af mig, som er hverken eller. Jeg forsøger at beskrive det, for jeg føler mig i denne henseende ikke særlig entydig."

## Diskografi

### Soloalbum
Studioalbum
- Stages of the Sun (LucidTunes, 2005)
- Then the Rain Came (LucidTunes, 2008 – ikke udsendt)
- Hours Were the Birds (Saddle Creek, 2014)
- Abysskiss (Saddle Creek, 2018)
- Songs (4AD, 2020)
- Instrumentals (4AD, 2020)
- Bright Future (4AD, 2024)

Livealbum
- Live at the Southern (LucidTunes, 2006)

EP'er
- a-sides (med Buck Meek; Saddle Creek 2014)
- b-sides (med Buck Meek; Saddle Creek 2014)

### Album med Big Thief
- Masterpiece (Saddle Creek, 2016)
- Capacity (Saddle Creek, 2017)
- U.F.O.F. (4AD, 2019)
- Two Hands (4AD, 2019)
- Dragon New Warm Mountain I Believe in You (4AD, 2022)